# Samuel Guy
Samuel Guy (* 9. Dezember 1990) ist ein ehemaliger französischer Nordischer Kombinierer.

## Werdegang
Samuel Guy nahm an zwei Wettbewerben der Nordischen Junioren-Skiweltmeisterschaften 2006 im slowenischen Kranj teil. Sein bestes Ergebnis war der zwölfte Rang im Team gemeinsam mit Wilfried Cailleau, David Viry und Jean-Louis Arnould. Bei den Junioren-Skiweltmeisterschaften 2007 belegte er mit dem Team Nicolas Martin, Viry und Cailleau den fünften Rang. Insgesamt trat er bis 2010 fünfmal bei den jährlich stattfindenden Junioren-Skiweltmeisterschaften an und gewann 2009 im slowakischen Štrbské Pleso erneut im Teamwettbewerb zusammen mit Geoffrey Lafarge, Cailleau und Martin die Silbermedaille.
Am 13. Januar 2007 gab Guy in Chaux-Neuve sein Debüt im B-Weltcup der Nordischen Kombination. In dieser Wettbewerbsserie, die zur Saison 2008/09 in Continental Cup der Nordischen Kombination umbenannt wurde, startete er in den folgenden Jahren regelmäßig. Dabei konnte er, sowohl im Einzel als auch im Team, mehrere Podiumsplatzierungen erzielen. Am 18. Februar 2012 gelang ihm im Teamwettbewerb des Continental Cups von Kranj gemeinsam mit Martin, Cailleau und Lafarge der einzige Sieg und in der Saison 2011/12 mit Platz fünf auch sein bestes Gesamtresultat. Im Weltcup, in dem er erstmals am 31. Januar 2009 ebenfalls in Chaux-Neuve startete, war ein 23. Platz am 4. Januar 2014 im russischen Tschaikowski sein bestes Ergebnis.
Seinen bislang letzten FIS-Wettkampf absolvierte Guy am 24. Januar 2016 beim Weltcup in Chaux-Neuve. Er lebt in Rochejean.

## Statistik

### Nordische Junioren-Skiweltmeisterschaften
- Kranj 2006: 12. Team (HS 109 / 4 × 5 km), 54. Sprint (HS 109 / 5 km)
- Tarvisio 2007: 5. Team (HS 100 / 4 × 5 km), 21. Gundersen (HS 100 / 10 km), 26. Sprint (HS 100 / 5 km)
- Zakopane 2008: 7. Team (HS 94 / 4 × 5 km), 18. Sprint (HS 94 / 5 km), 43. Gundersen (HS 94 / 10 km)
- Štrbské Pleso 2009: 2. Team (HS 100 / 4 × 5 km), 28. Gundersen (HS 100 / 5 km)
- Hinterzarten 2010: 9. Gundersen (HS 106 / 5 km), 11. Team (HS 106 / 4 × 5 km), 17. Gundersen (HS 106 / 10 km)

### Weltcup-Platzierungen
| Saison  | Platz | Punkte |
| ------- | ----- | ------ |
| 2013/14 | 68.   | 012    |

### Continental-Cup-Siege im Team
| Nr. | Datum            | Ort   | Disziplin |
| --- | ---------------- | ----- | --------- |
| 1.  | 18. Februar 2012 | Kranj | Team 1    |

### B-Weltcup- und Continental-Cup-Platzierungen
| Saison  | Platz | Punkte |
| ------- | ----- | ------ |
| 2007/08 | 63.   | 025    |
| 2008/09 | 31.   | 299    |
| 2009/10 | 57.   | 054    |
| 2010/11 | 15.   | 259    |
| 2011/12 | 05.   | 446    |
| 2012/13 | 16.   | 275    |
| 2013/14 | 14.   | 268    |
| 2014/15 | 43.   | 081    |

### Grand-Prix-Platzierungen
| Saison | Platz | Punkte |
| ------ | ----- | ------ |
| 2010   | 42.   | 003    |
| 2011   | 44.   | 006    |
| 2012   | 57.   | 009    |
| 2014   | 43.   | 004    |